# Diaptomus claviger
Diaptomus claviger – gatunek widłonoga z rodziny Diaptomidae. Opisał go w 1785 roku duński przyrodnik Otto Friedrich Müller, nadając mu nazwę Cyclops claviger.